# 広沢美舟
広沢 美舟（ひろさわ みふね、1989年6月23日 - ）は、浪曲曲師。千葉県佐倉市出身。日本浪曲協会所属。夫は浪曲師の三代目広沢菊春。

## 来歴
國學院大學文学部日本文学科卒業、同大学院文学研究科博士前期課程修了。
2015年5月に日本浪曲協会主催の三味線教室に通い、6月に沢村豊子に2番弟子として入門。沢村美舟を名乗る。2016年4月1日に木馬亭で初舞台を踏む。
2022年10月15日、夫の澤勇人が三代目広沢菊春を襲名するのに伴い、広沢美舟に改名。

## 人物
芸名である「美舟」は、師匠の豊子が修業時代に名乗っていたもの。
夫が師匠の澤孝子に結婚の報告をした際、孝子から「天才」と評された。